# Almanacco illustrato del basket
L'Almanacco illustrato del basket è un almanacco edito dalla Panini di Modena, dedicato alla pallacanestro.

## Struttura
L'opera riprende, in linea di massima, la stessa impostazione degli altri almanacchi illustrati, curati sempre dalla Panini. Contiene statistiche e informazioni sul basket italiano, a partire dai vertici federali fino ad arrivare alle rose e organigrammi delle squadre nonché i risultati dell'ultima stagione sia a livello nazionale che internazionale. È inoltre riportata l'attività della rappresentativa azzurra.

## Diffusione editoriale
Al pari del "collega" calcistico, l'almanacco della pallacanestro viene pubblicato a ridosso del Natale; i risultati della stagione corrente (di cui sono indicati programma e calendario) sono aggiornati al momento di andare in stampa, ovvero attorno al mese di novembre.